# 야시카 일렉트로 GS
야시카 일렉트로 GS(Yashica Electro GS)는 35mm 레인지 파인더 카메라다.
일렉트로 GS 시리즈에 속한다.